# إقليم
الإقليم هو مساحة مكانية معينة ومحددة تمثل الخطوط الجغرافية للدولة. وهو جزء من سطح الأرض، يتميز بخصائص بشرية وطبيعية واقتصادية تميزه عن باقي المناطق.

## ماهية الإقليم
الإقليم هو عبارة عن رقعة من الأرض تتسم بخصائص معينة تميزها عما يجاورها من أقاليم أخرى، والإقليم قد يكون مناخيا؛ في هذه الحالة نجد رقعة الأرض تتسم بخصائص مناخية عامة تسودها وتميزها عن غيرها، وقد يكون الإقليم نباتيا أو طبيعيا بصورة عامة، بمعنى أن تتجانس فيه العناصر الطبيعية المختلفة من موقع جغرافي وتضاريس ومناخ وتربة ونبات وحيوان، وكل هذه الخصائص تجعله يتميز عما حوله من أقاليم أخرى.
والعناصر الطبيعية المذكورة تؤثر على سكان الإقليم وتحدد خصائصهم وأنشطتهم المختلفة، وبالتالي مدى توفر احتياجاتهم ومدى مستواهم الحضاري، وهذا عن التحديد الطبيعي للإقليم.
أما التحديد البشري، فيتمثل في الحدود التي خطها الإنسان سواء كانت سياسية أو إدارية، وهي حدود قسمت سطح الأرض إلى دول متميزة في الغالب، وقد تنقسم الدولة الواحدة إلى ولايات أو مديريات أو مقاطعات أو محافظات أو إمارات، وقد تتفق الحدود البشرية مع الحدود الطبيعية أو تقاربها أو لا تتفق، لذلك من المراعى عند تخطيط حدود إقليم ما أن يتجانس السكان في وحدة واحدة تجمعهم خصائص مشتركة وتتكامل حياتهم الاقتصادية والاجتماعية داخل الوحدات الصغيرة، ولكن قد تشذ هذه القاعدة في كثير من الأحيان عن النمط السكاني السائد، وقد ترجع لأسباب تتعلق بالنقل والمواصلات.
وللحدود البشرية أهمية كبيرة في حياة الشعوب، لانها تحدد حركة السكان واتجاه نموهم وأنشطتهم المختلفة ومستوى الخدمات التي تقدم لهم، بالإضافة إلى أنها تحدد النطاقات التي تمارس فيها الحكومة سلطاتها، وعلى ذلك فالإقليم عبارة عن رقعة من الأرض يسودها عناصر طبيعية محددة مميزة عما يجاوره من أقاليم، كما تسكنه جماعات من السكان لهم خصائصهم المميزة من عدة نواحي كالعرقية والتاريخ والعادات والتقاليد والنمو السكاني والكثافة والنشاط الاقتصادي ومستواهم الحضاري إلى غير ذلك.
وقد يشغل الإقليم رقعة واسعة من الأرض بحيث يكون قارة أو جزء من قارة أو دولة، وفي هذه الحالة تتعدد الملامح الطبيعية وتتباين المظاهر البشرية، وقد يكون الإقليم دولة صغيرة جدا في المساحة أو جزء من دولة، وغالبا في هذه الحالة تتجانس المظاهر الطبيعية والبشرية في هذا الإقليم الصغير.

## مكونات الإقليم
ويتضمن الإقليم المكونات التالية:
- الأرض: وهي مساحة اليابس المحددة التي تقطنها جماعة من البشر يطلق عليهم السكان وتتضمن الأرض ما يقع عليها وتحتها من ثروات ومصادر طبيعية ولايشترط في الأرض أن تكون متصلة بل يمكن أن تكون مجزأة كما في حالة بريطانيا والولايات المتحدة الأمريكية.
- الفضاء الخارجى: وهي المساحة الجوية التي تعلو الأرض دون وجود قيود معينة على مقدار هذا الارتفاع، وانما يرتبط هذا الارتفاع بما تتمتع به الدولة من مقدرات عسكرية وتكنولوجية تستطيع بها الدفاع عن فضائها الخارجى.
- المساحة المائية: ويقصد بها الانهار التي تجرى في اراضيها إلى جانب المساحة المائية الإقليمية التي يحددها القانون الدولى ب 12 ميلا بحريا .
- المواطنون: ويعرف المواطنون بانهم مجموعة الافراد التي تقطن رقعة أرضية معينة وتربطهم روابط الانتماء الوطني يتمخض عنها عادات وتقاليد ومصالح واهداف مشتركة.

## أنواع الأقاليم
يصنف الإقليم إلى ستة أنواع:

### الإقليم الطبيعي
الإقليم الطبيعي يعتمد في هذه الحالة على أي عنصر من عناصر البيئة الطبيعية، لذلك قد يكون الإقليم عبارة عن سلسلة جبلية أو نطاق سهلي أو إقليم هضبي أو وادي نهري أو نطاق مناخي أو إقليم نبات طبيعي.
تقسم الجغرافيه الطبيعيه الي :
1. الموقع
2. التركيب الجيولوجي
3. الجيومورفولوجيا
4. المناخ
5. غلاف المياه
6. الجغرافية الحيوية

### الإقليم البشري
يعتمد التقسم البشري للأقاليم إما على الحدود البشرية التي خطها الإنسان؛ أو يعتمد على أية خاصية بشرية أخرى توزيع السكان وكثافتهم أو حرفهم أو مستواهم الاقتصادي والمعيشي والتقدم الحضاري.

### الأقاليم المتروبوليتان
يعد من التقسيمات الحديثة التي ظهرت مؤخرا في تصنيف الأقاليم وتحديد أبعادها وخصائصها، ويكون الإقليم عن تجمع حضري كبير يشكل مدن مندمجة، مثل إقليم القاهرة الكبرى أو إقليم لندن الكبرى.

### الإقليم الرابع
يعتمد في تحديده على التماثل في مجموعة من الخصائص العامة، كتحديد نطاق لمجموعة من التقسيمات الإدارية كالمحافظات أو الولايات.

### الإقليم الخامس
يعتمد في تقسيمه على أساس إداري أو تنظيمي خاص، مثل إقليم غرب نهر معين (كنهر النيل) أو نطاق مصر الوسطى.

### الإقليم السادس
وهو إقليم لا يمكن تحديد حدوده بسهولة، إلا أنها تضم سمات حضارية خاصة، كرقعة من الأرض مثلا في دولة ما تتسم مبانيها بتصاميم هندسية خاصة، أو يستغل في بنائها مادة معينة.

## أمثلة
- في الأردن الإقليم هو التقسيم الإداري الأولي، ويقسم إلى محافظات، ويقابله في دول أخرى أسماء كمقاطعة ومحافظة وجهة وغيرها.
- في الجزائر الولاية هي التقسيم الإداري الأولي، وتقسم إلى دوائر، وهذه الأخيرة تقسم بدورها إلى بلديات.
- في المغرب الإقليم هو وحدة التقسيم الإداري الثانوي، حيث يتبع إلى إحدى الجهات، ويقسم بدوره إلى دوائر و باشويات، ثم إلى قيادات ومقاطعات وجماعات قروية و حضرية.